# Yoshinari Takagi
Yoshinari Takagi (jap. 高木 義成 Takagi Yoshinari; ur. 20 maja 1979) – japoński piłkarz występujący na pozycji bramkarza. Obecnie występuje w FC Gifu.

## Kariera klubowa
Od 2000 roku występował w klubach Tokyo Verdy, Nagoya Grampus i FC Gifu.